# 托马斯·杰斐逊 (田径运动员)
托马斯·杰斐逊（英語：Thomas Jefferson，1962年6月8日—），俄亥俄州人，美国男子田径运动员，主攻短跑。他曾代表美国参加1984年夏季奥林匹克运动会田径比赛，获得男子200米铜牌。